# Bezvoditsa
Bezvoditsa (bulgariska: Безводица) är ett distrikt i Bulgarien.   Det ligger i kommunen Obsjtina Baltjik och regionen Dobritj, i den östra delen av landet, 400 kilometer öster om huvudstaden Sofia.
Trakten runt Bezvoditsa består till största delen av jordbruksmark. Runt Bezvoditsa är det ganska glesbefolkat, med 40 invånare per kvadratkilometer.